# Ariocarpus furfuraceus
Espèce
Synonymes
- Anhalonium areolosum Lem.[2]
- Anhalonium elongatum Salm-Dyck[2] [3]
- Anhalonium furfuraceum (Watson) Coulter[4]
- Anhalonium prismaticum Lem.[2]
- Anhalonium retusum Salm-Dyck[2]
- Ariocarpus confusus Halda & Horáček[2]
- Ariocarpus elongatus (Salm-Dyck) F. Wettst.[3]
- Ariocarpus furfuraceus var. rostratus Berger[4]
- Ariocarpus retusus subsp. confusus (Halda & Horácek) Lüthy[2]
- Ariocarpus retusus var. furfuraceus (Watson) Frank (préféré par BioLib)[4]
- Ariocarpus retusus Scheidw. (préféré par GRIN)[3]
- Ariocarpus trigonus var. elongatus (Salm-Dyck) Backeb.[2]
- Mammillaria furfuracea S. Watson[3]
- Mammillaria furfuraceus Watson[4]
- Mammillaria prismatica (Lem.) Hemsl.[2]

Ariocarpus furfuraceus est un cactus du genre Ariocarpus, que l'on peut trouver dans l'état de Coahuila au nord du Mexique. Il est considéré par certains auteurs comme synonyme de Ariocarpus retusus. 

## Culture
Le A. furfuraceus peut être multiplié à partir de semis.

## Liste des variétés
Selon Tropicos (26 avril 2017) (Attention liste brute contenant possiblement des synonymes) :
- variété Ariocarpus furfuraceus var. cristata Frič
- variété Ariocarpus furfuraceus var. rostratus A. Berger